# Philip Moger
Philip Robert Moger (Halifax, 25 aprile 1955) è un vescovo cattolico britannico, dal 24 febbraio 2025 vescovo emerito di Plymouth.

## Biografia
Philip Robert Moger è nato ad Halifax, nel distretto di Calderdale e diocesi di Leeds, il 25 aprile 1955. Cresciuto dalla nonna e dal padre, a causa della prematura morte della mamma, a otto anni ha sentito la prima chiamata al sacerdozio.

### Formazione e ministero sacerdotale
Ha lavorato nel settore bancario, presso la NatWest, frequentando poi il St. Cutbert’s College (rinominato in seguito Ushaw College e infine chiuso nel 2011) nel villaggio minerario di Ushaw Moor, nella contea di Durham per gli studi filosofici e teologici. È stato ordinato diacono il 27 giugno 1981 dal vescovo di Hexham e Newcastle Hugh Lindsay e presbitero il 26 giugno 1982 dal vescovo Gordon Wheeler, incardinandosi nella diocesi di Leeds.
Dopo l'ordinazione sacerdotale è stato nominato vicario parrocchiale della parrocchia St. Urban a Leeds dal 1982 al 1985, in seguito è stato nominato amministratore vicario presso il centro giovanile Middylton Lodge a Ilkley fino al 1992 e amministratore vicario della cattedrale St. Anne di Leeds fino al 2001. Circa nello stesso periodo è stato nominato direttore per le vocazioni della diocesi di Leeds dal 1995 al 2004 e nel 2001 è stato nominato segretario particolare del vescovo David Konstant fino al 2004. Successivamente è stato nominato parroco della parrocchia First Martyrs of Rome a Bradford dal 2004 al 2008, nel 2008 è diventato decano della cattedrale St. Anne di Leeds, titolo mantenuto fino al 2019, poi parroco della parrocchia Mother of Unfailing Help dal 2010 al 2019 ed infine parroco della parrocchia St. John Mary Vianney dal 2019 al 2020.
Dal 2020 fino alla nomina episcopale è stato rettore della basilica di Nostra Signora di Walsingham.

### Ministero episcopale
Il 28 novembre 2022 papa Francesco lo ha nominato vescovo ausiliare di Southwark e titolare di Glastonia; ha ricevuto l'ordinazione episcopale presso la cattedrale di San Giorgio in Southwark il 21 febbraio 2023 da John Wilson, arcivescovo di Southwark, co-consacranti Paul Joseph Hendricks, vescovo ausiliare di Southwark, e Marcus Stock, vescovo di Leeds.
Il 13 settembre 2024 lo stesso papa lo ha nominato vescovo di Plymouth; è succeduto al vescovo eletto Christopher Whitehead, precedentemente dimessosi senza aver ricevuto l'ordinazione episcopale. Il 9 novembre seguente avrebbe dovuto prendere possesso della diocesi, ma la cerimonia è stata cancellata. Il 24 febbraio 2025 ha reso nota la sua rinuncia all'incarico.

## Genealogia episcopale
La genealogia episcopale è:
- Cardinale Scipione Rebiba
- Cardinale Giulio Antonio Santori
- Cardinale Girolamo Bernerio, O.P.
- Arcivescovo Galeazzo Sanvitale
- Cardinale Ludovico Ludovisi
- Cardinale Luigi Caetani
- Cardinale Ulderico Carpegna
- Cardinale Paluzzo Paluzzi Altieri degli Albertoni
- Papa Benedetto XIII
- Papa Benedetto XIV
- Papa Clemente XIII
- Cardinale Marcantonio Colonna
- Cardinale Giacinto Sigismondo Gerdil, B.
- Cardinale Giulio Maria della Somaglia
- Cardinale Carlo Odescalchi, S.I.
- Cardinale Costantino Patrizi Naro
- Cardinale Serafino Vannutelli
- Cardinale Domenico Serafini, Cong. Subl. O.S.B.
- Cardinale Pietro Fumasoni Biondi
- Arcivescovo Filippo Bernardini
- Vescovo Franziskus von Streng
- Arcivescovo Bruno Bernard Heim
- Cardinale George Basil Hume, O.S.B.
- Cardinale Vincent Gerard Nichols
- Arcivescovo John Wilson
- Vescovo Philip Moger